# Triacontágono
Em geometria, triacontágono é um polígono de 30 lados.

## Propriedades de um triacontágono
- Diagonais: 405
- Número de diagonais partindo de um vértice: 27
- Soma dos Ângulos Internos: 5040°
- Soma dos Ângulos Externos: 360°

### Propriedades de um triacontágono regular
- Ângulo interno: 168°
- Ângulo externo: 12°
- A área em função do lado de medida a é dada por:

{\displaystyle A={\frac {15}{2}}a^{2}\cot {\frac {\pi }{30}}={\frac {15}{2}}a^{2}{\sqrt {23+10{\sqrt {5}}+2{\sqrt {3(85+38{\sqrt {5}})}}}}\simeq 71.3577a^{2}.}